# Prochoerodes cubitata
Prochoerodes cubitata là một loài bướm đêm trong họ Geometridae.